# Daniel Teutul
Daniel « Danny » Teutul (1976 - ) est le directeur général d'Orange County Ironworks, une fonderie fondée par son père, Paul Teutul senior.

## Famille
Il a deux frères, l'un plus âgé Paul, de deux ans son aîné et Michael son plus jeune frère de deux ans son cadet.
Daniel est le père de deux enfants, Gabrielle (né en 2000) et Danny Boy.

## Compléments